# Філіпп Нуаре
Філіпп Нуаре (фр. Philippe Noiret, повне ім'я Філіпп П'єрр Фернан Нуаре (фр. Philippe Pierre Fernand Noiret); *1 жовтня 1930, Лілль, деп. Нор, Франція  — пом. 23 листопада 2006, Париж, Франція)  — французький актор театру і кіно. Володар престижних світових кіновідзнак Фелікс (1989) та Сезар (1975; 1990). З 14 липня 2005 кавалер Ордену Почесного легіону.

## Життєпис

### Родина
Народився у родині директора крупної компанії француза П'єрра Жоржа Нуаре (Pierre Georges Noiret) і бельгійки домогосподарки Люсі Клеменс Гільєн Ерман (Lucy Clémence Ghislaine Heirman)

### Навчання
Спочатку Філіпп вступив до ліцею Янсон де Селі (Lycée Janson-de-Sailly), що в 16-му окрузі Парижу, потім навчався в закритому єзуїтському коледжі Джулі (Juilly), де розкрився один із його талантів — співучість, брав участь в аматорських виставах навчального театру. З дитячим хором La manécanterie des Petits Chanteurs à la croix de bois співав у католицькому Соборі Святого Петра в Римі на Великдень 1949 р. і записав свій перший альбом як співак під керівництвом французького композитора Франсуа Веркана (François Vercken).
1950 року здійснив невдалу спробу вступити до консерваторії. Став слухачем лекцій драматичного мистецтва, які вів французький театральний режисер, актор театру і кіно — Роже Белен.

### Театр
Філіпп почав працювати в Національному театрі Бретані Le Théâtre national de Bretagne, потім у Theatre Nationale Populaire у Парижі. Актор Анрі Монтерлан (Henry de Montherlant) переконав його стати комедійним актором.

### Кіно
Першою роботою Нуаре у кіно стала стрічка Аньєс Варди «Пуент Курт» (1955). А участь у фільмі Луї Маля «Зазі в метро» (1960) принесла акторові популярність.
Упродовж 1960-х, Нуаре знімається у кількох голлівудських стрічках, зокрема «Леді Л» (1965) Пітера Устінова, Гічкоківському «Топазі» (1969) та «Жюстіні» Джорджа К'юкора (1969).
Акторське амплуа Нуаре поєднувало як «позитивних», так і «негативних» персонажів. Він однаково майстерно перевтілювався у чоловіків з середнього класу, авантюристів та поліцейських.
Пік популярності Нуаре припав на 70-ті роки, коли він став провідним актором у фільмах французького режисера Бертрана Таверньє. Результатом співпраці Таверньє та Нуаре було сім фільмів, серед яких знамениті «Годинникар із Сент-Поля» (1973), «Нехай розпочнеться свято» (1974), «Суддя і вбивця» (1976).
Не менш плідно Нуаре працював у жанрі комедії. Зокрема, він знявся у кількох фільмах Філіппа Де Брока («Ніжний поліцейський» (1977), «Вкрали стегно Юпітера» (1979)) а також Клода Зіді ("Відчиніть, поліція! " («Продажні», 1984), «Відчиніть, поліція! 2» («Продажні супроти продажних», 1990).
Одна з найвдаліших ролей Нуаре — старий працівник кінотеатру Альфредо з фільму Джузеппе Торнаторе «Кінотеатр „Парадізо“» (1988). 1989 року ця стрічка отримала «Оскар» у номінації «Найкращий іншомовний фільм року».

### Родина
Одружений, є дочка Фредерік Нуаре.

### Смерть
На момент своєї смерті від раку в Парижі у 2006 році у віці 76 років Нуаре мав на своєму рахунку понад 100 ролей у кіно. Він часто жартував з інтерв'юерами про свій практично безперервний робочий графік, сказавши Джо Лейдону в 1989 році: «Ніколи не знаєш, яким буде успіх фільму. І завжди приємно знімати наступний фільм, коли читаєш жахливі відгуки про свій попередній. Ви можете сказати: „Що ж, дуже шкода, але я вже працюю над іншою роботою“. Це допомагає в житті. Розумієте, якщо ви робите лише один фільм на рік, або один фільм на півтора року, це важко. Тому що, коли це провал, що ти робиш? Ким ти стаєш? Ти мертвий».

### Фільмографія
| Рік  | Назва українською              | Назва французькою                  | Роль                                        |
| ---- | ------------------------------ | ---------------------------------- | ------------------------------------------- |
| 1956 | Пуент Кур                      | La Pointe courte                   |                                             |
| 1960 | Сірано де Бержерак             | Cyrano de Bergerac                 | Линер                                       |
| 1960 | Зазі в метро                   | Zazie dans le métro                | Габріель, дядько Зазі                       |
| 1960 | Чарівний                       | Ravissante                         | Моріс                                       |
| 1961 | Капітан Фракас                 | Le Capitaine Fracasse              | Ерод                                        |
| 1961 | Побачення                      | Le Rendez-vous                     | Інсектор Маєр                               |
| 1961 | Усе золото світу               | Tout l'or du monde                 | Віктор Арді                                 |
| 1961 | Знамениті любовні історії      | Les Amours célèbres                | король Людовик XIV                          |
| 1962 | Тереза Дескейру                | Thérèse Desqueyroux                | Бернар Дескейру, чоловік Терези             |
| 1962 | Як риба без води               | Comme un poisson dans l'eau        | Люсьєн Берлемон                             |
| 1962 | Балада для мандрівника         | Ballade pour un voyou              | інспектор Фаб'єн Мат'є                      |
| 1962 | Злочин не вигідний             | Le crime ne paie pas               | Кловіс                                      |
| 1962 | Лицеміри                       | Les Faux Jetons                    | Белліні, секретар                           |
| 1963 | Розносниця хліба               | La Porteuse de pain                | Жак Гарро                                   |
| 1963 | Клементін, люба                | Clémentine chérie                  | генеральний директор                        |
| 1964 | Мосьє                          | Monsieur                           | Едмон Бернадак, чоловік Елізабет            |
| 1964 | Сірано і д'Артаньян            | Cyrano et d'Artagnan               | Король Луї                                  |
| 1965 | Анжеліка гнівається            | Merveilleuse Angelique             |                                             |
| 1965 | Приятелі                       | Les Copains                        | Бенін                                       |
| 1965 | Леді Л.                        | Le Dernier pour la route           | Жером, міністр                              |
| 1966 | Життя багатіїв                 | La Vie de château                  | Жером, чоловік Марі                         |
| 1966 | Ніжний пройдисвіт              | Tendre voyou                       | Бібі Дюмонсо                                |
| 1966 | Султани                        | Les Sultans                        | Мішу                                        |
| 1966 | Хто ви, Поллі Магу?            | Qui êtes-vous, Polly Maggoo ?      | Жан-Жак Жорж                                |
| 1966 | Подорож батька                 | Le voyage du père                  | невдоволений мандрівник                     |
| 1967 | Ніч генералів                  | La Nuit des généraux               | інспектор Моран                             |
| 1967 | Сім разів жінка                | Sept fois femme                    | Віктор, чоловік                             |
| 1968 | Блаженний Олександр            | Alexandre le bienheureux           | Олександр, лінивий                          |
| 1969 | Топаз                          | Topaz                              | Анрі Жарре                                  |
| 1969 | Клерамбар                      | Clérambard                         | Ектор де Клерамбар                          |
| 1969 | Жюстін                         | Justine                            | Помбаль                                     |
| 1969 | Містер Свобода                 | Mister Freedom                     | Можик Ман                                   |
| 1970 | Примхи Марі                    | Les Caprices de Marie              | Габріель, шкільний вчитель                  |
| 1971 | Війна Мерфі                    | Murphy's War                       | Луї Брезо                                   |
| 1972 | Мандарінеса                    | La Mandarine                       | Жорж                                        |
| 1972 | Стара діва                     | La Vieille Fille                   | Габріель Маркасус                           |
| 1972 | Замах                          | L'Attentat                         | П'єр Ґарса                                  |
| 1973 | Змій                           | Le Serpent                         | Люсьєн Бертон                               |
| 1973 | Велика їжа                     | La Grande bouffe                   | Філіп                                       |
| 1973 | Годинникар із Сен-Поля         | L'Horloger de Saint-Paul           |                                             |
| 1974 | Не чіпайте білу жінку!         | Touche pas a la femme blanche      | генерал Террі                               |
| 1975 | Мої друзі                      | Mes chers amis                     | Жоржіо Пероцці                              |
| 1975 | Стара рушниця                  | Le Vieux Fusil                     | Жульєн Дандьє                               |
| 1975 | Нехай розпочнеться свято       | Que la fête commence               | Філіп II Орлеанський, регент                |
| 1976 | Суддя і вбивця                 | Le Juge et l'Assassin              | суддя Руссо                                 |
| 1976 | Жінка у вікні                  | Une femme à sa fenêtre             | Рауль Мальфес, промисловець                 |
| 1976 | Пустеля Тартарі                | Il deserto dei Tartari             | Генерал                                     |
| 1978 | Ніжний поліцейський            | Tendre Poulet                      | Антуан Лемерс'є                             |
| 1980 | Орел або решка                 | Pile ou face                       | Луї Бароні, інспектор                       |
| 1980 | Тиждень відпустки              | Une semaine de vacances            | Мішель Діскомбе                             |
| 1981 | Вкрали стегно Юпітера          | On a volé la cuisse de Jupiter     | Антуан Лемерсьє                             |
| 1981 | Три брати                      | Tre fratelli                       | Рафаеле Джурана, суддя                      |
| 1981 | Бездоганна репутація           | Coup de torchon                    | Люсьєн Кордьє                               |
| 1983 | Мої друзі 2                    | Mes chers amis 2                   | Жоржіо Пероцці                              |
| 1982 | Північна зірка                 | L'Étoile du Nord                   | Едуард Біне, французький емігрант           |
| 1983 | Африканець                     | L'Africain                         | Віктор                                      |
| 1983 | Форт Саган                     | Fort Saganne                       | полковник Дюбрель                           |
| 1984 | Друг Венсана                   | L'Ami de Vincent                   | Альбер Пальм, шеф оркестру                  |
| 1984 | Відчиніть, поліція!            | Les Ripoux                         | Рене Буарон                                 |
| 1985 | Наступне літо                  | L'été prochain                     | Едуард Северан, чоловік Жанни               |
| 1986 | Секрет жінки                   | La Femme secrète                   | П'єр Франшен, художник                      |
| 1986 | Сподіваймося, що буде дівчинка | Speriamo che sia femmina           | Леонардо                                    |
| 1987 | Окуляри в золотій оправі       | Les Lunettes d'or                  | доктор Фадігаті                             |
| 1988 | Новий кінотеатр «Парадізо»     | Cinema Paradiso                    | Альфредо, кіномеханік                       |
| 1989 | Забути Палермо                 | Oublier Palerme                    | Джанні Муччі, директор готелю               |
| 1989 | Життя і нічого більше          | La vie et rien d'autre             | майор Делаплан                              |
| 1990 | Відчиніть, поліція! 2          | Ripoux contre ripoux               | Рене Буарон                                 |
| 1990 | Уран                           | Uranus                             | професор Ватрен                             |
| 1992 | Макс і Джеремі                 | Max et Jérémie                     | Робер Максендр (Макс)                       |
| 1993 | Танго                          | Tango                              | Франсуа                                     |
| 1994 | Донька Д'Артаньяна             | La Fille de d'Artagnan             | Д'Артаньян                                  |
| 1994 | Підступність слави             | Grosse Fatigue                     | грає себе                                   |
| 1995 | Потяг свободи                  | Les Milles: Le train de la liberté | генерал                                     |
| 1996 | Велике турне                   | Les Grands Ducs                    | Віктор В'яла, безробітний актор             |
| 1996 | Привид із шофером              | Fantôme avec chauffeur             | Філіп Бруно-Тесьє                           |
| 1997 | Нагорода доктора Шутца         | Les Palmes de M. Schutz            | доктор Шутц, директор фізико-хімічної школи |
| 1997 | До бою!                        | Le Bossu                           | Філіп Орлеанський                           |
| 2003 | Відбивні                       | Les Côtelettes                     | Леонс                                       |
| 2003 | Відчиніть поліція! 3           | Les Ripoux 3                       | Рене Буарон                                 |
| 2003 | Батько і сини                  | Père et fils                       | Лео                                         |
| 2005 | Еді                            | Edy                                | Луїс                                        |

#### Ролі в театрі
| 1951 | Лисиця                             | Volpone                         | Леон                                           |
| 1952 | Електра                            | Electra                         | Ежист                                          |
| 1952 | Удаваний хворий                    | Le Malade imaginaire            | Беральд                                        |
| 1952 | Інтермеццо                         | Intermezzo                      | Крапюс                                         |
| 1952 | Дванадцята ніч                     | La Nuit des rois                | Сер Тобі Белч, кровний родич Олівії, її дядько |
| 1953 | Дон Жуан, чи Кам'яний бенкет       | Dom Juan ou le Festin de pierre | командор                                       |
| 1953 | Річард II                          | Richard II                      | сер Етьєн Скруп                                |
| 1954 | Рюї Блаз                           | Ruy Blas                        | граф                                           |
| 1954 | Цинна                              | Cinna                           | Евандр                                         |
| 1954 | Принц Фрідріх Гомбургський         | Le Prince de Hombourg           | граф Рейс та Спарен                            |
| 1954 | Макбет                             | Macbeth                         | Росс                                           |
| 1954 | Лікар мимоволі                     | Le Médecin malgré lui           | Валер, слуга Жеронта                           |
| 1955 | Шалий, чи все невпопад             | L’Étourdi ou les Contretemps    | Трюфальден, старий                             |
| 1955 | Город                              | La Ville                        | Авер                                           |
| 1955 | Марі Тюдор                         | Marie Tudor                     | Симон Ренар                                    |
| 1956 | Вчені жінки                        | Les Femmes savantes             | Вадіус                                         |
| 1956 | Безумний день, чи одруження Фігаро | Le Mariage de Figaro            | Бартоло                                        |
| 1956 | Скупий                             | L'Avare                         | канцеляр                                       |
| 1958 | Убю                                | Ubu                             | герцог Корланд (в 1 частині) и Соліман (у 2-й) |
| 1958 | Школа дружин                       | L'École des femmes              | Оронт, батько Ораса                            |
| 1958 | Царь Едіп                          | Œdipe roi Тіресіас              |                                                |
| 1958 | Примхи Маріани                     | Les Caprices de Marianne        | забіяка                                        |
| 1958 | Сід                                | Le Cid                          | Дон Гомес, граф Гормас, батько Хімени          |
| 1959 | Сон в літню ніч                    | A Midsummer Night's Dream       | Рило, мідник                                   |
| 1959 | Мамця Кураж та її діти             | Mutter Courage und ihre Kinder  | вербувальник                                   |
| 1960 | Палац у Швеції                     | Château en Suède                | Уго                                            |
| 1960 | Дивна парочка                      | The Odd Couple                  | Девід                                          |
| 1997 | Відбивні                           | Les Côtelettes                  | Леон                                           |
| 2001 | Людина випадку                     | L'Homme du hasard               |                                                |
| 2002 | Споглядання                        | Les Contemplations              | одинак на сцені                                |
| 2005 | Любовні листи                      | Love letters                    |                                                |